# 山毛櫸森林
山毛榉森林（Beech Forest）是澳大利亚維多利亞州的一个小镇。山毛榉森林當地種植了不少马铃薯。
该镇的名稱來自於该地区的桃金娘山毛榉树。山毛榉森林邮局于1890年5月10日开业，于1994年关闭。
克里夫·楊曾經居住在山毛榉森林，他是1983年悉尼至墨尔本超级马拉松赛的冠军。